# Umaglesi Liga 2011-2012
L'Umaglesi Liga 2011-2012 è stata la ventitreesima edizione della massima serie del campionato georgiano di calcio. La stagione è iniziata il 6 agosto 2011 e si è conclusa il 20 maggio 2012. Il Zest'aponi ha vinto il campionato per la seconda edizione consecutiva.

## Stagione

### Novità
Dalla Umaglesi Liga 2010-2011 è stato retrocesso il Samt'redia (dopo aver perso lo spareggio promozione/retrocessione), mentre dalla Pirveli Liga sono stati promossi il Gagra, il Merani Mart'vili e il Dila Gori (dopo aver vinto lo spareggio promozione/retrocessione), con un seguente aumento delle squadre partecipanti da 10 a 12. Prima dell'inizio del campionato l'Olimpi Rustavi ha cambiato denominazione in Met'alurgi Rustavi.

## Formula
Il campionato constava di una doppia fase. Nella prima fase le 12 squadre partecipanti si sono affrontate in un girone all'italiana con partite di andata e ritorno, per un totale di 22 giornate. Le prime otto classificate sono state ammesse alla seconda fase per decretare la squadra campione, mentre le restanti quattro squadre sono state ammesse alla seconda fase per decretare le retrocessioni.

Nella seconda fase in entrambi i gruppi le squadre si sono affrontate in un girone all'italiana con partite di andata e ritorno, per un totale di 14 giornate. Alla seconda fase per il titolo ciascuna squadra accedeva con i punti conquistati nel corso della prima fase contro le altre sette squadre. Nel gruppo per il titolo la squadra prima classificata è stata dichiarata campione di Georgia ed ammessa al secondo turno preliminare della UEFA Champions League 2012-2013. La seconda e la terza classificata venivano ammesse al primo turno preliminare della UEFA Europa League 2012-2013. Se la squadra vincitrice della coppa nazionale, ammessa al secondo turno preliminare della UEFA Europa League 2012-2013, si classificava al secondo o terzo posto, l'accesso al primo turno di Europa League andava a scalare.

Alla seconda fase per la salvezza accedevano le quattro squadre di Umaglesi Liga e le prime due classificate dei due gironi di Pirveli Liga. Le prime quattro classificate venivano ammesse alla Umaglesi Liga 2012-2013, mentre le ultime quattro classificate venivano ammesse alla Pirveli Liga.

## Squadre partecipanti
| Club                | Stagione | Città      | Stadio                          | Stagione 2010-2011                              |
| ------------------- | -------- | ---------- | ------------------------------- | ----------------------------------------------- |
| Baia Zugdidi        | dettagli | Zugdidi    | Stadio Gulia Tutberidze         | 6º posto in Umaglesi Liga                       |
| Dila Gori           | dettagli | Gori       | Stadio Tengiz Burjanadze        | 3º posto in Pirveli Liga                        |
| Dinamo Tbilisi      |          | Tbilisi    | Stadio Boris Paichadze          | 2º posto in Umaglesi Liga                       |
| Gagra               | dettagli | Gagra      | Stadio Merani (Tbilisi)         | 1º posto in Pirveli Liga                        |
| K'olkheti Poti      |          | Poti       | Stadio Fazisi                   | 7º posto in Umaglesi Liga                       |
| Merani Mart'vili    |          | Mart'vili  | Stadio Municipale               | 2º posto in Pirveli Liga                        |
| Met'alurgi Rustavi  |          | Rustavi    | Stadio Poladi                   | 3º posto in Umaglesi Liga (come Olimpi Rustavi) |
| Sioni Bolnisi       |          | Bolnisi    | Stadio Tamaz Stephania          | 8º posto in Umaglesi Liga                       |
| Spartaki-Tskhinvali |          | Tskhinvali | Stadio Mikheil Meskhi (Tbilisi) | 9º posto in Umaglesi Liga                       |
| T'orp'edo Kutaisi   |          | Kutaisi    | Stadio Givi Kiladze             | 4º posto in Umaglesi Liga                       |
| WIT Georgia         |          | Tbilisi    | Mtskheta Park (Mtskheta)        | 5º posto in Umaglesi Liga                       |
| Zest'aponi          |          | Zestaponi  | Stadio Davit Abashidze          | Campione di Georgia                             |

## Prima fase

### Classifica finale
|  | Pos. | Squadra             | Pt | G  | V  | N | P  | GF | GS | DR  |
|  | ---- | ------------------- | -- | -- | -- | - | -- | -- | -- | --- |
|  | 1.   | Zest'aponi          | 54 | 22 | 17 | 3 | 2  | 45 | 17 | +28 |
|  | 2.   | Dinamo Tbilisi      | 45 | 22 | 14 | 3 | 5  | 44 | 24 | +20 |
|  | 3.   | T'orp'edo Kutaisi   | 43 | 22 | 13 | 4 | 5  | 33 | 19 | +14 |
|  | 4.   | Met'alurgi Rustavi  | 33 | 22 | 9  | 6 | 7  | 25 | 26 | -1  |
|  | 5.   | Merani Mart'vili    | 30 | 22 | 9  | 3 | 10 | 23 | 26 | -3  |
|  | 6.   | Baia Zugdidi        | 28 | 22 | 8  | 4 | 10 | 21 | 26 | -5  |
|  | 7.   | Dila Gori           | 26 | 22 | 7  | 5 | 10 | 29 | 28 | +1  |
|  | 8.   | K'olkheti Poti      | 26 | 22 | 6  | 8 | 8  | 19 | 24 | -5  |
|  | 9.   | WIT Georgia         | 25 | 22 | 6  | 7 | 9  | 23 | 27 | -4  |
|  | 10.  | Spartaki-Tskhinvali | 24 | 22 | 6  | 6 | 10 | 22 | 32 | -10 |
|  | 11.  | Gagra               | 21 | 22 | 6  | 3 | 13 | 21 | 32 | -11 |
|  | 12.  | Sioni Bolnisi       | 12 | 22 | 2  | 6 | 14 | 13 | 37 | -24 |

Legenda:
      Qualificate alla fase per il titolo.
      Qualificate alla fase per la retrocessione.
Note:
Tre punti a vittoria, uno a pareggio, zero a sconfitta.

### Risultati
|                     | Bai  | Dil  | DiT  | Gag  | Kol  | Mer  | Met  | Sio  | Spa  | Tor  | WIT  | Zes  |
| ------------------- | ---- | ---- | ---- | ---- | ---- | ---- | ---- | ---- | ---- | ---- | ---- | ---- |
| Baia Zugdidi        | –––– | 0-0  | 2-1  | 3-0  | 2-0  | 1-0  | 1-2  | 3-0  | 1-3  | 1-1  | 0-1  | 1-2  |
| Dila Gori           | 0-2  | –––– | 1-2  | 1-0  | 0-0  | 3-0  | 3-1  | 1-0  | 1-2  | 0-1  | 1-1  | 0-2  |
| Dinamo Tbilisi      | 5-1  | 2-0  | –––– | 3-0  | 1-1  | 2-1  | 2-3  | 1-0  | 2-0  | 2-0  | 2-0  | 2-2  |
| Gagra               | 0-1  | 2-1  | 1-2  | –––– | 1-2  | 3-0  | 2-0  | 0-0  | 0-0  | 0-1  | 1-0  | 0-1  |
| Kolkheti Poti       | 0-0  | 0-1  | 0-3  | 2-3  | –––– | 0-1  | 3-1  | 2-1  | 1-0  | 0-0  | 2-0  | 0-2  |
| Merani Martvili     | 1-0  | 2-2  | 2-1  | 1-0  | 0-2  | –––– | 1-2  | 3-0  | 2-0  | 1-0  | 3-0  | 0-2  |
| Met'alurgi Rustavi  | 2-0  | 3-1  | 0-2  | 1-1  | 0-0  | 2-1  | –––– | 1-2  | 0-0  | 2-0  | 0-0  | 0-0  |
| Sioni Bolnisi       | 2-0  | 0-3  | 0-3  | 1-3  | 0-0  | 0-0  | 2-2  | –––– | 1-2  | 1-3  | 1-1  | 1-2  |
| Spartaki-Tskhinvali | 1-2  | 2-2  | 1-2  | 2-1  | 1-1  | 1-2  | 0-1  | 0-0  | –––– | 2-0  | 2-1  | 1-5  |
| Torpedo Kutaisi     | 0-0  | 2-1  | 2-1  | 5-2  | 4-1  | 2-1  | 3-0  | 2-0  | 2-0  | –––– | 2-2  | 1-2  |
| WIT Georgia         | 4-0  | 4-3  | 2-2  | 1-0  | 2-1  | 0-0  | 0-2  | 4-1  | 0-0  | 0-1  | –––– | 0-1  |
| Zest'aponi          | 1-0  | 0-4  | 5-1  | 4-1  | 1-1  | 3-1  | 2-0  | 1-0  | 5-2  | 0-1  | 2-0  | –––– |

## Seconda fase

### Gruppo per il titolo

#### Classifica finale
|  | Pos. | Squadra            | Pt | G  | V  | N  | P  | GF | GS | DR  |
|  | ---- | ------------------ | -- | -- | -- | -- | -- | -- | -- | --- |
|  | 1.   | Zest'aponi         | 55 | 28 | 16 | 7  | 5  | 52 | 28 | +24 |
|  | 2.   | Met'alurgi Rustavi | 55 | 28 | 17 | 4  | 7  | 39 | 28 | +11 |
|  | 3.   | T'orp'edo Kutaisi  | 48 | 28 | 14 | 6  | 8  | 34 | 25 | +9  |
|  | 4.   | Dinamo Tbilisi     | 40 | 28 | 10 | 10 | 8  | 47 | 35 | +12 |
|  | 5.   | Dila Gori          | 37 | 28 | 10 | 7  | 11 | 38 | 32 | +6  |
|  | 6.   | K'olkheti Poti     | 32 | 28 | 8  | 8  | 12 | 25 | 39 | -14 |
|  | 7.   | Baia Zugdidi       | 22 | 28 | 5  | 7  | 16 | 25 | 49 | -24 |
|  | 8.   | Merani Mart'vili   | 21 | 28 | 6  | 3  | 19 | 31 | 55 | -24 |

Legenda:
      Campione di Georgia e ammessa alla UEFA Champions League 2012-2013
      Ammesse alla UEFA Europa League 2012-2013
Note:
Tre punti a vittoria, uno a pareggio, zero a sconfitta.

#### Risultati
|                    | Bai  | Dil  | DiT  | Kol  | Mer  | Met  | Tor  | Zes  |
| ------------------ | ---- | ---- | ---- | ---- | ---- | ---- | ---- | ---- |
| Baia Zugdidi       | –––– | 1-1  | 2-2  | 2-3  | 2-1  | 0-1  | 0-2  | 1-1  |
| Dila Gori          | 3-1  | –––– | 0-0  | 5-1  | 4-2  | 0-1  | 1-0  | 1-2  |
| Dinamo Tbilisi     | 6-1  | 0-0  | –––– | 1-1  | 2-2  | 1-1  | 0-1  | 1-1  |
| Kolkheti Poti      | 2-1  | 0-0  | 2-1  | –––– | 4-1  | 0-2  | 1-0  | 0-4  |
| Merani Martvili    | 2-1  | 1-2  | 1-3  | 0-1  | –––– | 2-3  | 3-0  | 4-4  |
| Met'alurgi Rustavi | 4-0  | 1-0  | 2-1  | 1-0  | 2-0  | –––– | 2-1  | 0-2  |
| Torpedo Kutaisi    | 2-1  | 3-2  | 1-1  | 3-1  | 2-0  | 0-0  | –––– | 2-1  |
| Zest'aponi         | 4-1  | 2-3  | 0-1  | 2-1  | 3-0  | 2-1  | 0-0  | –––– |

### Gruppo per la retrocessione
A questa fase hanno preso parte le ultime quattro squadre della prima fase e le prime due dei due gironi della Pirveli Liga.

#### Classifica finale
|  | Pos. | Squadra             | Pt | G  | V | N | P  | GF | GS | DR  |
|  | ---- | ------------------- | -- | -- | - | - | -- | -- | -- | --- |
|  | 1.   | Chik. Sachkhere     | 26 | 14 | 8 | 2 | 4  | 25 | 15 | +10 |
|  | 2.   | Dinamo Batumi       | 24 | 14 | 7 | 3 | 4  | 18 | 13 | +5  |
|  | 3.   | Sioni Bolnisi       | 24 | 14 | 6 | 6 | 2  | 23 | 13 | +10 |
|  | 4.   | WIT Georgia         | 23 | 14 | 7 | 2 | 5  | 19 | 11 | +8  |
|  | 5.   | Guria Lanchkhuti    | 23 | 14 | 6 | 5 | 3  | 22 | 21 | +1  |
|  | 6.   | Spartaki-Tskhinvali | 21 | 14 | 6 | 3 | 5  | 19 | 16 | +3  |
|  | 7.   | Gagra               | 13 | 14 | 3 | 4 | 7  | 14 | 21 | -7  |
|  | 8.   | Mertskhali Ozurgeti | 1  | 14 | 0 | 1 | 13 | 3  | 33 | -30 |

Legenda:
      Ammesse alla Umaglesi Liga 2012-2013
      Ammesse alla Pirveli Liga 2012-2013
Note:
Tre punti a vittoria, uno a pareggio, zero a sconfitta.

#### Risultati
|                     | Chi  | DiB  | Gag  | Gur  | Mrt  | Sio  | Spa  | WIT  |
| ------------------- | ---- | ---- | ---- | ---- | ---- | ---- | ---- | ---- |
| Chikhura Sachkhere  | –––– | 0-0  | 2-1  | 5-0  | 4-0  | 0-0  | 0-3  | 2-0  |
| Dinamo Batumi       | 2-1  | –––– | 1-0  | 1-3  | 4-0  | 1-1  | 1-0  | 2-0  |
| Gagra               | 2-1  | 2-0  | –––– | 1-1  | 0-0  | 1-2  | 0-2  | 0-0  |
| Guria Lanchkhuti    | 0-2  | 1-1  | 2-2  | –––– | 4-0  | 1-1  | 2-1  | 1-0  |
| Mertskhali Ozurgeti | 1-2  | 0-1  | 0-2  | 0-2  | –––– | 1-3  | 0-1  | 1-2  |
| Sioni Bolnisi       | 3-1  | 1-0  | 2-1  | 2-3  | 5-0  | –––– | 1-1  | 0-0  |
| Spartaki-Tskhinvali | 2-3  | 1-3  | 2-1  | 2-2  | 1-0  | 2-2  | –––– | 1-0  |
| WIT Georgia         | 1-2  | 3-1  | 6-1  | 3-0  | 2-0  | 1-0  | 1-0  | –––– |

## Statistiche

### Classifica marcatori
| Gol |  |  | Giocatore               | Squadra            |
| --- |  |  | ----------------------- | ------------------ |
| 20  |  |  | Jaba Dvali              | Zest'aponi         |
| 13  |  |  | Xisco                   | Dinamo Tbilisi     |
| 12  |  |  | Dimit'ri T'at'anashvili | Met'alurgi Rustavi |
| 10  |  |  | Revaz Gotsiridze        | T'orp'edo Kutaisi  |
| 10  |  |  | Mate Vatsadze           | Dila Gori          |
| 9   |  |  | Giga Zhvania            | Merani Mart'vili   |
| 8   |  |  | Tornik'e Gorgiashvili   | Zest'aponi         |
| 7   |  |  | Nikoloz Sabanadze       | T'orp'edo Kutaisi  |
| 7   |  |  | Nikoloz Gelashvili      | Zest'aponi         |
| 7   |  |  | Besik Chimakadze        | WIT Georgia        |
| 7   |  |  | Aleksandre Koshkadze    | Dinamo Tbilisi     |
| 6   |  |  | Giorgi Mantskava        | Merani Mart'vili   |
| 6   |  |  | Mougnini Tape           | Merani Mart'vili   |
| 6   |  |  | Irakli Sikharulidze     | Met'alurgi Rustavi |
| 6   |  |  | Elguja Grigalashvili    | Merani Mart'vili   |